# Episodi di 4 Blocks (prima stagione)
La prima stagione della serie televisiva 4 Blocks, composta da 6 episodi, è stata trasmessa in Germania, da TNT Serie, dall'8 maggio al 12 giugno 2017.
In Italia la stagione è stata interamente pubblicata il 28 novembre 2017 su Amazon Video.
| nº | Titolo originale | Titolo italiano  | Prima TV Germania | Pubblicazione Italia |
| -- | ---------------- | ---------------- | ----------------- | -------------------- |
| 1  | Brüder           | Fratelli         | 8 maggio 2017     | 28 novembre 2017     |
| 2  | Die falsche Neun | Falso nove       | 15 maggio 2017    | 28 novembre 2017     |
| 3  | Ibrahim          | Ibrahim          | 22 maggio 2017    | 28 novembre 2017     |
| 4  | Verrat           | Tradimento       | 29 maggio 2017    | 28 novembre 2017     |
| 5  | Machtlos         | Spalle al muro   | 5 giugno 2017     | 28 novembre 2017     |
| 6  | Dead Man Walking | Dead Man Walking | 12 giugno 2017    | 28 novembre 2017     |